# Schakschuka
Schakschuka (andere Schreibweisen: Shakshuka, Shakshoka, Shakshouka; arabisch شكشوكة, DMG Šakšūka; hebräisch שַׁקְשׁוּקָה) ist eine Spezialität der nordafrikanischen und levantinischen Küche, ähnlich der türkischen Eierspeise Menemen. Aus dem Arabischen übersetzt bedeutet „schakschuka“ in etwa „Mischung“. Das Gericht wird aus pochierten Eiern in einer Sauce aus Tomaten, Chilischoten und Zwiebeln zubereitet. Es gibt auch Varianten mit Paprikaschoten sowie mit der nordafrikanischen Wurst Merguez beziehungsweise mit der spanischen Wurst Chorizo.

## Herkunft
Das Gericht, das mitunter auch als israelisches Nationalgericht bezeichnet wird und dort vor allem zum Frühstück gegessen wird, stammt vermutlich aus dem nordafrikanischen Raum, wie Tunesien, Algerien und Ägypten. Es wurde wohl einst von tunesischen und anderen maghrebinischen Juden in den 1950ern in Israel eingeführt, wo es jedoch erst ab den 1990ern zu großer Popularität gelangte. Eine eindeutige Herkunft ließ sich bisher nicht zuordnen.
Abgewandelte Formen sind auch in anderen Ländern verbreitet, wie zum Beispiel der Türkei (Menemen). In Syrien ist Schakschuka unter der Bezeichnung Jazmaz bekannt. In Spanien gibt es Pisto, die ähnlich einer Ratatouille zubereitet und meist mit Spiegelei serviert wird, in Algerien wiederum die Chakhchoukha. Dieses Gericht wird ohne Ei, dafür aber mit Grieß, Lammfleisch, Auberginen und Zucchini gereicht.

## Zubereitung

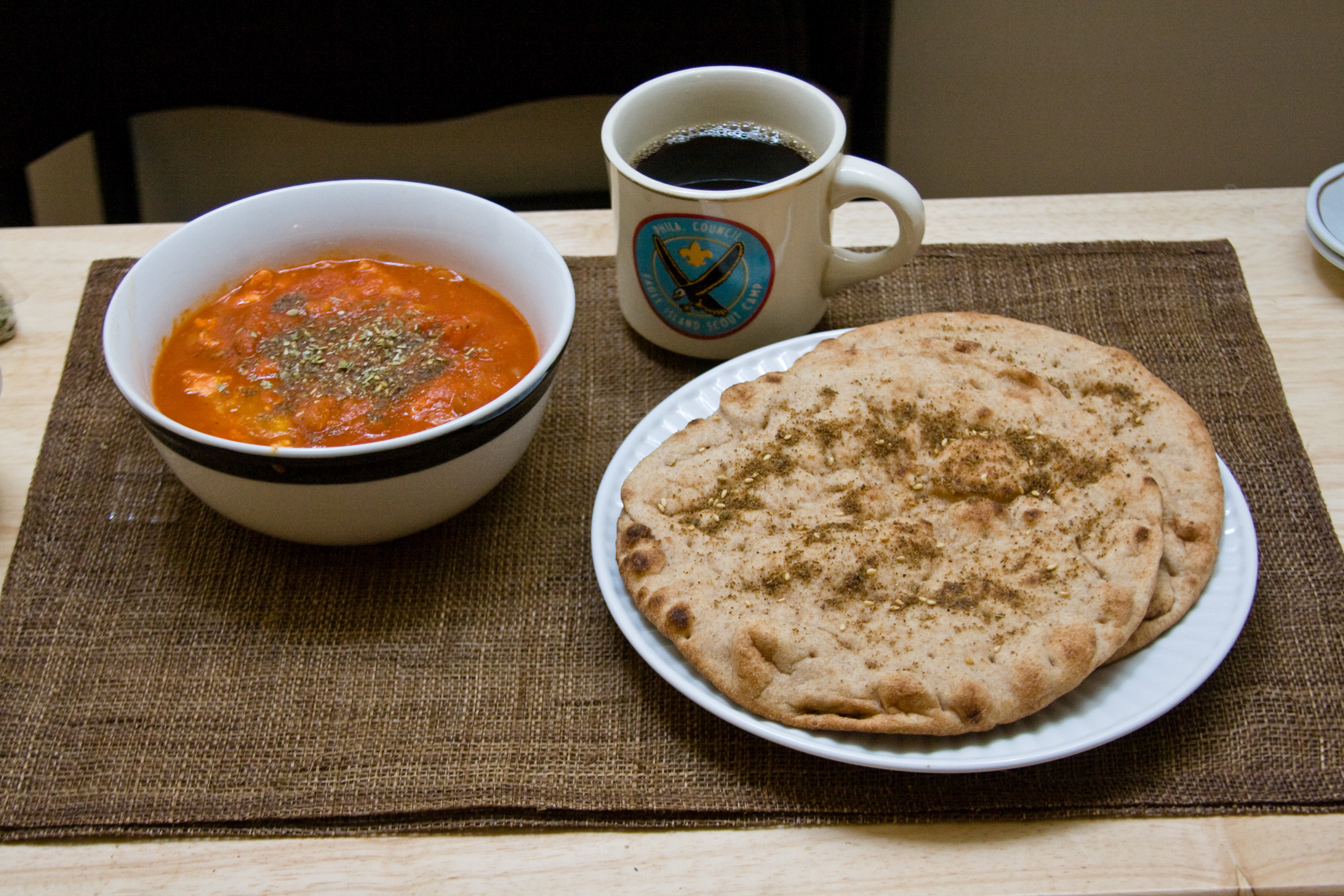
Shakshuka mit Pita

Zubereitet wird die Schakschuka traditionell aus Eiern, Tomatenmark, Chilischoten und Zwiebeln. Aber auch andere Varianten mit Paprika, Feta, Auberginen und Spinat sind üblich.
Die in Streifen geschnittenen Zwiebeln und Chili- oder auch Paprikaschoten werden in einer Pfanne unter Rühren in Olivenöl solange gedünstet, bis sie glasig sind. Anschließend werden Tomaten, Tomatenmark und Gewürze wie Knoblauch, Kreuzkümmel und Pfeffer hinzugefügt. Das Ganze wird dann etwa zehn Minuten gegart. Wenn diese Masse fertig ist, kommen vorsichtig die aufgeschlagenen Eier hinzu, die bei geschlossenem Deckel etwa vier bis fünf Minuten pochiert werden. Zum Schluss werden etwas Petersilie oder andere Kräuter darüber gegeben.
Gereicht wird das Gericht oft mit Weißbrot oder Pita und wird direkt aus der Pfanne genossen. Üblich ist dieses Gericht so auch als Abendbrot.